# SN 1992an
SN 1992an – supernowa typu IIn odkryta 26 lipca 1992 roku w galaktyce A133748-3041. W momencie odkrycia miała maksymalną jasność 18,00m.